# Baker (rivière)
Pour les articles homonymes, voir Baker.
La rivière Baker (Baker River) est un affluent d'environ 48 km de long du fleuve Skagit dans le nord-ouest de l'État de Washington aux États-Unis. La rivière s'écoule dans la région des North Cascades à l'est du mont Baker dont son nom est issu. Une partie du bassin de la rivière s'étend par ailleurs au sein du parc national des North Cascades. La rivière traverse la localité de Concrete près de sa confluence avec le fleuve et est équipée de deux barrages hydroélectriques gérés par la société Puget Sound Energy.

## Description

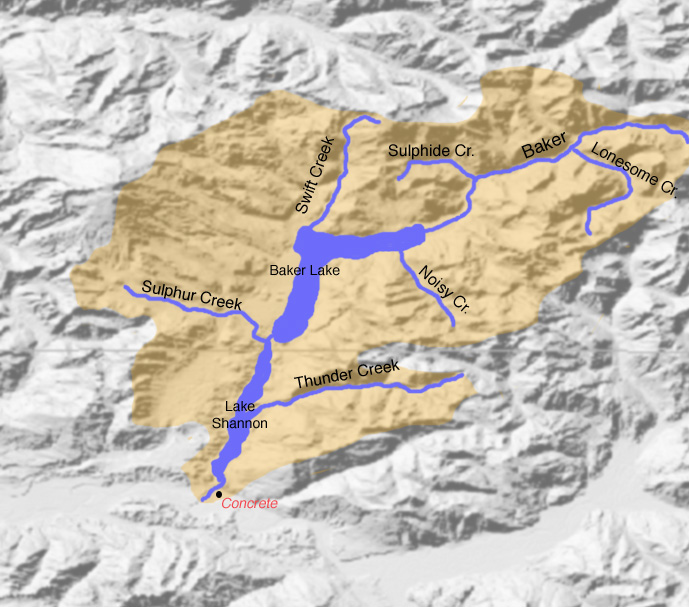
Carte du bassin de la rivière.

La rivière prend sa source dans la chaîne des Cascades près du pic Whatcom au nord du parc national des North Cascades. Elle se dirige ensuite vers le sud dans une vallée au nord-est du mont Shuksan. Elle a ensuite une direction généralement sud-ouest dans une vallée glaciaire profonde d'où elle reçoit les eaux de quelques petits affluents nourris par la fonte de glaciers. Ensuite, la rivière rejoint le lac Baker, un lac artificiel construit pour produire de l'électricité à l'aide du barrage Upper Baker (« Barrage supérieur Baker »). Dans le passé, la zone possédait déjà un petit lac naturel mais celui-ci fut étendu par la construction du barrage de 95 m de haut. Juste à la sortie du premier barrage, la rivière se jette dans un second lac, le lac Shannon. Ce lac artificiel existe depuis la création du barrage Lower Baker (« Barrage inférieur Baker »). Ce lac s'étend sur environ 14 km le long de la vallée de la rivière. Après ce second barrage, la rivière s'écoule sans entrave sur un peu moins de 2 km avant de se jeter dans le fleuve Skagit.
La plus grande partie du lac Baker se situe sur le territoire de la forêt nationale du Mont Baker-Snoqualmie. Le barrage supérieur est situé dans le comté de Whatcom tandis que le barrage inférieur est situé dans le comté de Skagit juste en amont de la ville de Concrete.

## Milieu naturel
La population de saumons sockeye est la dernière population de saumons de l'espèce dans le bassin hydrographique du Skagit. Le Washington Department of Fish and Wildlife a déterminé que ce saumon est génétiquement distinct des autres saumons de l'espèce. En 1992, la condition de la population de ces saumons a été listée comme critique. En 1985, seulement 92 adultes ont remonté la rivière pour s'y reproduire (poisson anadrome). Depuis les années 1990, la population a tendance à se rétablir, notamment grâce aux efforts réalisés pour permettre aux poissons de franchir les barrages. 20 235 poissons furent ainsi décomptés en 2003.
Avant la construction du barrage inférieur de la Baker en 1925, les poissons avaient accès à la rivière et au lac Baker naturel. La population de l'époque était estimée à environ 20 000 individus. En 1896, une écloserie avait été construite dans le lac en vue d'améliorer la quantité de naissance des saumons. L'écloserie ferma en 1933. La construction du second barrage inonda les zones de reproduction des saumons (plages en bord de lac). De nouveaux lits artificiels de ponte furent construits sur les berges du nouveau lac. Les poissons sont aujourd'hui capturés près du barrage inférieur et sont ensuite transportés jusque dans le lac Baker où ils peuvent se reproduire.
La rivière accueille également le saumon Coho.

## Affluents
Listes des affluents de la source à la confluence:
- Thunder Creek (G)
- Bear Creek
- Rocky Creek (D)
- Sulphur Creek (D)
- Anderson Creek
- Sandy Creek (D)
- Park Creek (D)
- Swift Creek (D)
  - Morovitz Creek
- Shannon Creek (D)
- Shuksan Lake Creek (D)
- Blum Creek (G)
- Sulphide Creek (D)
- Bald Eagle Creek
- Pass Creek
- Picket Creek (G)
- Mineral Creek